# Bestias Rahi

## Concepto
Se conoce como Rahi o Bestias Rahi a las criaturas que habitan en la isla de Mata Nui en la de Metru Nui y todas las del universo Bionicle que no son los Bionicle en sí. Comúnmente tienen formas de animales o insectos de gran tamaño y hay distintos Rahi característicos a cada zona de la isla. Por ejemplo: Los Kikanalo en Po-Metru o Ghekula en Ga-Koro.Aunque algunos rahi son malvados, como las reinas de los Bohrok, las gemelas Bahrag (Cahdok y Gahdok); pero algunos son buenos, como los Kikanalo. Pero existe un equipo en Le-Koro que se dedica a amaestrar a los rahi.
- Datos: Q5727260